# Young Boys Diekirch
Young Boys Diekirch – luksemburski klub piłkarski, mający swoją siedzibę w mieście Diekirch, w północno-wschodniej części kraju.

## Historia
Chronologia nazw:
- 21.09.1908: Football Diekirch
- 10.02.1909: Young Boys Diekirch
- 1940: FK Diekirch
- 1944: Young Boys Diekirch

Klub piłkarski Football Diekirch został założony w mieście Diekirch 21 września 1908 roku. 10 lutego 1909 przyjął obecną nazwę Young Boys Diekirch. W 1911 roku po raz pierwszy startował w Klasie B. W sezonie 1912/13 mistrzostwa nie rozgrywano z powodu nieporozumień w Związku Piłkarskim. Dopiero w sezonie 1914/15, kiedy system rozgrywek był zmieniony, startował w rozgrywkach Éischt Divisioun, wygrywając 7:0 i 3:0 z CS Echternach w 5.Serie, a potem w play-off przegrał 1:4 z Sportingiem i 0:3 z US Hollerich Bonnevoie. W sezonie 1915/16 startował w drugiej lidze luksemburskiej i odniósł zwycięstwo. W następnym sezonie 1916/17 zespół zajął 5.miejsce w Éischt Divisioun. W 1918 był czwartym, ale sezon 1918/19 zakończył na ostatniej 6.pozycji i spadł do drugiej dywizji.
Podczas okupacji Luksemburga przez Trzecią Rzeszę klub z niemiecką nazwą FK Diekirch brał udział w rozgrywkach lokalnych, zabrakło go w mistrzostwach Niemiec w Gaulige Mozeland.
Po zakończeniu II wojny światowej w sezonie 1945/46 klub startował w trzeciej dywizji. W 1949 roku wrócił do drugiej ligi, zwanej Promotioun. W następnym sezonie 1949/50 zajął trzecie miejsce i awansował do Éischt Divisioun. Jednak powrót był nieudanym, po zajęciu ostatniego 12. miejsca klub spadł z powrotem do drugiej dywizji. Na kolejny powrót do najwyższej klasy trzeba było zaczekać prawie 30 lat. W sezonie 1978/79 klub ponownie startował w Nationaldivisioun, ale znów ostatnia 12. lokata zmusiła do degradacji do drugiej dywizji. W 1986 spadł do trzeciej dywizji, a po dwóch latach wrócił do drugiej klasy. Sezon 1991/92 znów zagrał w trzeciej klasie i w 1997 ponownie został zdegradowany do trzeciej dywizji. W 1999 wrócił do drugiej dywizji.

## Sukcesy

### Trofea międzynarodowe
Nie uczestniczył w rozgrywkach europejskich (stan na 31-12-2016).

### Trofea krajowe
| \| \| Zdobyte trofea w rozgrywkach Luksemburga (stan na: 31-12-2017) \| |                                                                |      |                             |
| Rozgrywki                                                               | Osiągnięcie                                                    | Razy | Sezon(y)                    |
| Mistrzostwo                                                             | I miejsce                                                      | 0    |                             |
| Mistrzostwo                                                             | II miejsce                                                     | 0    |                             |
| Mistrzostwo                                                             | III miejsce                                                    | 1    | 1914/15 (jako półfinalista) |
| Puchar                                                                  | zdobywca                                                       | 0    |                             |
| Puchar                                                                  | finalista                                                      | 0    |                             |
| II liga                                                                 | I miejsce                                                      | 1    | 1915/16                     |
| II liga                                                                 | II miejsce                                                     | 1    | 1911/12                     |
| II liga                                                                 | III miejsce                                                    | 1    | 1949/50                     |
| Luksemburg                                                              | Zdobyte trofea w rozgrywkach Luksemburga (stan na: 31-12-2017) |      |                             |

## Stadion
Klub rozgrywał swoje mecze domowe na stadionie Stade Municipal w Diekirch, który może pomieścić 3000 widzów.